# Darázs-patak
A Darázs-patak (az autóbusz-menetrendekben tévesen Daracs patak néven szerepel) a Mátrában ered, Bükkszenterzsébet településtől északra, Heves vármegyében, mintegy 340 méteres tengerszint feletti magasságban. A patak forrásától kezdve déli irányban halad, majd Bükkszenterzsébet délnyugati részénél éri el a Leleszi-patakot.

## Part menti település
A patak partján fekvő Bükkszenterzsébet településen több, mint 1000 fő él.